# Rhodesiana Reprint Library
Die Rhodesiana Reprint Library (Rhodesiana Reprint-Bibliothek) ist eine englischsprachige Buchreihe von Nachdrucken als wichtig eingeschätzter Werke aus der Geschichte des früheren Rhodesiens, der heutigen Republik Simbabwe. Sie wurde in zwei Serien verlegt. Die erste Serie, die Gold Series, mit 36 Titeln erschien zwischen 1968 und 1974 und wurde von Louis W. Bolze, einem früheren Mitarbeiter der Rhodesischen Eisenbahn im Bereich Öffentlichkeitsarbeit, erdacht. Die zweite Reihe, die Silver Series, besteht aus 24 Bänden und erschien zwischen 1975 und 1979. Beide Reihen erschienen seit 1968 bei Books of Rhodesia (später Books of Zimbabwe) in Bulawayo.
In ihrer Haltung und der Aufmachung ist die Reihe von kolonialen Sichtweisen geprägt.
Die gesammelten Zeitzeugenberichte mit all ihrer rassistischen Voreingenommenheit geben auch für das benachbarte Botswana ein Bild von der Lage in der Kolonialzeit. Botswana diente damals als Tor zum heutigen Simbabwe und würde in den Reisebeschreibungen und -berichten oft mitbeschrieben.

## Gold Serie
Die meisten Werke dieser Reihe befassen sich mit der frühen Geschichte der Kolonie Rhodesien, aber auch mit der Geschichte Botswanas, weil über Botswana die Hauptroute ins heutige Simbabwe verlief.
- 1. The Gold Regions of South Eastern Africa. Thomas Baines (1968 erste Auflage der Ausgabe von 1877) K10plus 1129107833, swisscovery, hebis, Gateway Bayern
- 2. Sunshine and storm in Rhodesia. […]. Frederick Courteney Selous (1968, Nachdruck der zweiten Auflage 1896) K10plus 14112900X, swisscovery, hebis
- 3. The Old Transport Road. Stanley Portal Hyatt (1969, Nachdruck der Erstausgabe, 1914, hbz - 1974, ISBN 0-86920-004-6, OCLC 67768485, UB Leiden)
- 4. The Chronicles of a Contractor being the autobiography of the late George Pauling. Edited by David Buchan. With an introduction by J. O. P. Bland (1969, Nachdruck der Ausgabe von 1926) swisscovery, hebis,  UB Leiden
- 5. The Ruined Cities of Mashonaland. J. Theodore Bent (1969, Nachdruck der 3. Ausgabe 1896) OCLC 3207925, hebis, UB Leiden
- 6. Rhodesian Rhymes. Cullen Gouldsbury (1969, Nachdruck der Ausgabe von 1932 mit Ergänzungen) OCLC 559714069, Gateway Bayern, hebis
- 7. Men, Mines and Animals in South Africa. Lord Randolph S. Churchill (1969, Nachdruck der 3. Ausgabe Sampson Low, Marston & Co., London 1893) Gateway Bayern, UB Leiden
- 8. Adventures in Mashonaland. Rose Blennerhassett und Lucy Sleeman (1969, Nachdruck der Ausgabe von 1893 mit Ergänzungen und Illustrationen) HBZ, HEBIS
- 9. A Nobody in Mashonaland. C. E. Finlason (1970, Nachdruck der Ausgabe von 1893) K10plus 876426836, HEBIS, Gateway Bayern
- 10. Eleven Years in Central South Africa. Thomas Morgan Thomas (1970, Nachdruck der Ausgabe von 1873) OCLC 611574706, K10plus 1343156173, swisscovery, hebis
- 11. Sally in Rhodesia. Sheila Macdonald (1970, Nachdruck der Ausgabe von 1927, mit ergänzten Illustrationen) K10plus 877378282, hebis swisscovery
- 12. On the South African Frontier: The Adventures and Observations of an American in Mashonaland and Matabeleland. William Harvey Brown (1970, Nachdruck Ausgabe von 1899) Gateway Bayern, hebis, swisscovery
- 13. Memories of Mashonaland. G. W. H. Knight-Bruce (1970, Nachdruck der Ausgabe von 1895) OCLC 2510194
- 14. A Hunter’s Wanderings in Africa. Frederick Courteney Selous (1970, Nachdruck der Ausgabe von 1881) OCLC 1148857962. hebis
- 15. The Log of a Native Commissioner. H. N. Hemans (1971, Nachdruck der Ausgabe London 1935), OCLC 258084657, OCLC 1029577
- 16. Rhodes – A Life. J. G. Macdonald (1971, Nachdruck der Ausgabe von 1927) hbz, hebis, OCLC 1071172806
- 17. The Downfall of Lobengula. W. A. Wills und L. T. Collingridge (1971, Nachdruck der Ausgabe von 1894) UB Leiden, OCLC 2790849
- 18. Melina Rorke. Her amazing experiences in the stormy nineties of South Africa's story. Melina Rorke (1971, Nachdruck der Ausgabe von 1939) OCLC 641956439
- 19. The Real Rhodesia. Ethel Tawse Jollie (1971, Nachdruck der Ausgabe von 1924) OCLC 772131
- 20. With the Mounted Infantry and the Mashonaland Field Force 1896. Lieut.-Col E. A. H. Alderson (1971, Nachdruck der Ausgabe Methuen, London 1898) OCLC 886685
- 21. With Plumer in Matabeleland. Frank W. Sykes (1971, Nachdruck der Ausgabe von 1897 mit einem neuen Vorwort) OCLC 8539320
- 22. One Man’s Hand, The Story of Sir Charles Coghlan and the Liberation of Southern Rhodesia. J. P. R. Wallis (1972, Nachdruck der Ausgabe Longmans, Green, London/New York 1950. Mit neuem Vorwort und Porträt des Autors) OCLC 8073682
- 23. The ancient ruins of Rhodesia (Monomotapae imperium). Richard Nicklin Hall und W. G. Neal (1972, Nachdruck der 2. Auflage London, Methuen & Co. 1904) K10plus 1160340129, hebis, hbz
- 24. Great Days: The Autobiography of an Empire Pioneer. Lieut.-Col. Frank Johnson (1972, Nachdruck der Ausgabe von 1940 mit einem neuen Vorwort) OCLC 2561929
- 25. Travel and Adventure in South-East Africa. Frederick Courteney Selous (1972, Nachdruck der Ausgabe von 1893) OCLC 729247570
- 26. The autobiography of an old drifter, the life story of Percy M Clarke of Victoria Falls. (1972, Nachdruck der Ausgabe von 1936) OCLC 2317727, OCLC 611784340, OCLC 733070106
- 27. Ex Africa. Hans Sauer (1973, Nachdruck der Ausgabe G. Bles, London 1937) OCLC 2006717
- 28. To the Victoria Falls of the Zambesi. Eduard Mohr (1973, Nachdruck der englischen Ausgabe von 1876, [übersetzt von N. d’Anvers], mit einem neuen Vorwort des Herausgebers. Originaltitel: Nach den Victoriafällen des Zambesi) OCLC 733070084, UB Leiden, DNB 1042647798, K10plus 422212946, hebis
- 29. The Recollections of William Finaughty, Elephant Hunter 1864–1875. (1973, Nachdruck Ausgabe von 1916, ergänzt mit Kartenskizze und Illustrationen, Umschlagtitel: The Recollections of an Elephant Hunter 1864–1875) OCLC 1017157354
- 30. The Jameson Raid. Hugh Marshall Hole (1973, Nachdruck der Ausgabe von 1930) OCLC 3750498
- 31. Some African Milestones. H. F. Varian (1973, Nachdruck der Ausgabe von 1953 mit Einführung des neuen Herausgebers) OCLC 931335
- 32. How we made Rhodesia. Major Arthur Glyn Leonard (1973, Nachdruck der Ausgabe von 1896) OCLC 3848817
- 33. Through Matabeleland: The record of a ten months’ trip in an ox-waggon through Mashonaland and Matabeleland. Joseph Garrett Wood (1974, ISBN 0-86920-079-8, Nachdruck Ausgabe London, Richards, Glanville & Co. 1893)
- 34. Kingsley Fairbridge: His Life and Verse. (1974, ISBN 0-86920-107-7. Nachdruck der 1927 erschienenen Autobiography of Kingsley Fairbridge, mit zusätzlichem Text und neuen Illustrationen; sowie Auszüge aus den 1909 und 1928 erschienenen Ausgaben seiner Veld Verse)
- 35. Three years in savage Africa. Lionel Decle (1974, ISBN 0-86920-109-3, Nachdruck Ausgabe von London, Methuen 1900)
- 36. With Rhodes in Mashonaland. David C. de Waal, übersetzt aus dem Niederländischen von Jan H. Hofmeyr de Waal (1974, ISBN 0-86920-116-6, Nachdruck der Ausgabe Juta, Capetown 1896; mit neuen Vorwort, Einleitung und Illustrationen - Originalausgabe: Reizen met Cecil Rhodes door de wilde wereld van Zuid-Afrika. J. H. de Bussy, Amsterdam 1896)

## Silber Serie
Mit der zweiten Serie spezialisierte sich der Verlag Books of Zimbabwe (ehemals Books of Rhodesia) auf den Nachdruck von Schriften aus dem späten 19. und beginnenden 20. Jahrhundert, die unter dem Einfluss der Kolonialherrschaft entstanden waren. Dies geschah in einer Zeit, als sich das Land in einer politischen Übergangsphase (1970–1979) befand. Dabei richteten sich die Verkaufserwartungen auf eine von Nostalgieempfindungen bewegte weiße Leserschaft. Zunehmend verschob sich der Markt für solche Literatur nach Südafrika, in das weiße Rhodesier wegen der zu erwartenden Unabhängigkeit (1980) ihres Landes und der sich vollziehenden, wechselnden politischen Machtverhältnisse auswanderten.
- 1. Three Years With Lobengula and Experiences in South Africa. J. Cooper-Chadwick. 1975, ISBN 0-86920-119-0. Nachdruck der Ausgabe von 1894.
- 2. The '96 rebellions, the British South Africa Company Reports on the Native Disturbances in Rhodesia, 1896-97. 1975, ISBN 0-86920-122-0. Nachdruck der 1898 erschienenen Berichte, mit neuem Vorwort, Karten und Abbildungen.
- 3. Rhodesia of to-day, a description of the present condition and the prospects of Matabeleland & Mashonaland. Edward Frederick Knight. 1975, ISBN 0-86920-123-9. Nachdruck Ausgabe von 1895 mit neuem Vorwort und Abbildungen.
- 4. Scouting on two continents. Frederick Russell Burnham. 1975, ISBN 0-86920-126-3. Faksimile-Druck mit neuem Vorwort und Register, Erstausgabe: 1927.
- 5. Next year will be better, and The verse of ‘T’. Hylda M. Richards. 1975, ISBN 0-86920-129-8. Faksimile-Reproduktion der Ausgabe von 1952, unter Weglassung der ursprünglichen Illustrationen und Hinzufügung eines neuen Vorworts, eines überarbeiteten Nachworts, das aus der Ausgabe von 1966 nachgedruckt wurde, einer Auswahl der Verse von ‘T’, die ursprünglich zwischen 1931 und 1949 veröffentlicht wurden, und neuen Illustrationen.
- 6. Many treks made Rhodesia. Stephanus Petrus Olivier. 1975, ISBN 0-86920-130-1. Nachdruck der Ausgabe Cape Town, H. B. Timmins 1957, mit einem neuen Vorwort, einem Index und einem überarbeiteten Abbildungsverzeichnis (Originaltitel auf Afrikaans: De Pioneertrekke na Gazaland. Unie-Volkspers Beperk, Cape Town 1943).
- 7. Notes on South African hunting : and notes on a ride to the Victoria Falls of the Zambesi. Alfred J. Bethell. 1976, ISBN 0-86920-132-8. Nachdruck Ausgabe von 1887 mit einem neuen Vorwort, einem Index und Abbildungen.
- 8. Old Rhodesian days. Hugh Marshall Hole. 1976, ISBN 0-86920-134-4. Nachdruck der Ausgabe von 1928 mit neuem Vorwort und Frontispiz.
- 9. Raiders and rebels in South Africa. Elsa Goodwin Green. 1976, ISBN 0-86920-136-0. Nachdruck der Ausgabe von 1898 mit neuem Vorwort und Register.
- 10–11. The war history of Southern Rhodesia, 1939–45. J. F. MacDonald. 1976, Vol. 1, ISBN 0-86920-138-7, Vol. 2, ISBN 0-86920-140-9. Nachdruck der Ausgaben S. R. G. Stationery Office, Salisbury 1947 und 1950, mit neuem Vorwort.
- 12. One man’s vision : the story of Rhodesia. William Daniel Gale. 1976, ISBN 0-86920-143-3. Nachdruck der Ausgabe Hutchinson & Co, London 1935. Mit einem neuen Vorwort des Autors und zusätzlichen Abbildungen.
- 13. Matabele Thompson, an Autobiography. Ed. by his daughter Nancy Rouillard. 1977, ISBN 0-86920-144-1. Nachdruck der Ausgabe (J. G. Storry, Faber & Faber, London) 1936 mit einem neuen Vorwort.
- 14. Cecil Rhodes, the man and his dream. Herbert Baker, W. T. Stead. 1977, ISBN 0-86920-146-8. Der Band enthält zwei frühe Biografien: Herbert Baker: Cecil Rhodes. Oxford University Press, London 1934. - William Thomas Stead (Hrsg.): Last will and testament of Cecil John Rhodes. Review of Reviews Office, London 1902. Mit neuen Vorworten und Illustrationen.
- 15. Rhodesia, past and present. S. J. Du Toit. 1977, ISBN 0-86920-153-0. Erstmals publiziert auf Afrikaans von D. F. Du Toit & Co. in Paarl, 1895 unter dem Titel Sambesia, Of Salomo's Goudmijnen Bezocht In 1894; auf Englisch bei William Heinemann, London 1897.
- 16. The Eldorado of the ancients. Carl Peters. 1977, ISBN 0-86920-158-1. Übersetzung von: Im Goldland des Altertums. - Nachdruck der Ausgabe C. A. Pearson, London 1902.
- 17. Pioneers of Mashonaland. Adrian Darter. 1977, ISBN 0-86920-161-1. Faksimile-Nachdruck der Ausgabe Simpkin, Marshall, Hamilton, Kent, London 1914, mit neuen Abbildungen, Vorwort, Namensliste, Streckenkarte sowie Korrekturliste zur Originalausgabe.
- 18. Zambesia, England’s El Dorado in Africa. Edward P. Mathers. 1977, ISBN 0-86920-163-8. Nachdruck der Ausgabe King, Sell & Railton, London 1891.
- 19. Fact and fiction. F. W. T. Posselt. 1978, ISBN 0-86920-165-4. Nachdruck der Ausgabe von 1935, mit neuem Vorwort.
- 20. The passing of the Black kings. Hugh Marshall Hole (1865–1941). 1978, ISBN 0-86920-167-0. Nachdruck der Ausgabe P. Allan, London 1932.
- 21. Rolin’s Rhodesia. Henri Rolin; übersetzt von Deborah Kirkwood. 1978, ISBN 0-86920-170-0 (Originalausgabe: Les lois et l'administration de la Rhodésie. Émile Bruylant, Bruxelles 1913).
- 22. A right to be proud : the struggle for self-government and the roots of white nationalism in Rhodesia, 1890–1922. Anthony Paul Di Perna. 1978, ISBN 0-86920-176-X. Nachdruck der 1973 veröffentlichten Dissertation mit einem neuen Nachwort und einer neuen Schlussfolgerung sowie einem ergänzenden Literaturverzeichnis und Abbildungen (Titel der Dissertation: The struggle for self-government and the roots of white nationalism in Rhodesia, 1890-1922).
- 23. With Wilson in Matabeleland, or, Sport and war in Zambesia. C. H.  W. Donovan. 1979, ISBN 0-86920-181-6, ISBN 0-86920-180-8. Nachdruck der Ausgabe London, Henry 1894.
- 24. Journeys beyond Gubuluwayo, to the Gaza, Tonga and Lozi. letters of the Jesuits’ Zambesi mission, 1880 – 1883. Frs H. Depelchin and C. Croonenberghs, S. J. 1979, ISBN 0-86920-186-7, ISBN 0-86920-189-1. Übersetzung von Moira Lloyd. Neue Übersetzung von Trois ans dans L'Afrique Australe. Le pays des Matabeles. Debuts de la Mission du Zambese, erschienen in Brüssel 1882. Eingeleitet, herausgegeben und kommentiert von R. S. Roberts.